# Tragelaphini
Tragelaphini é uma tribo de bovídeos da subfamília Bovinae, que contém somente o gênero Tragelaphus.

## Classificação
A tribo Tragelaphini contém apenas um gênero e suas dez espécies.
- Gênero Tragelaphus
  - Tragelaphus angasii — Inhala
  - Tragelaphus buxtoni — Inhala-das-montanhas
  - Tragelaphus derbianus — Elande-gigante
  - Tragelaphus eurycerus — Bongo
  - Tragelaphus imberbis — Cudo-menor
  - Tragelaphus oryx — Elande
  - Tragelaphus scriptus — Gazela-pintada-ocidental
  - Tragelaphus spekii — Sitatunga
  - Tragelaphus strepsiceros — Cudo-maior
  - Tragelaphus sylvaticus — Gazela-pintada-do-cabo